# Air Burkina
Air Burkina — флагманская авиакомпания Буркина-Фасо со штаб-квартирой в Уагадугу, выполняющая регулярные пассажирские перевозки по местным (Бобо-Диуласо) и региональным международным маршрутам (Того, Бенин, Мали, Нигер, Кот-д’Ивуар, Гана), а также в два аэропорта Франции.
Главным транзитным узлом (хабом) перевозчика является Аэропорт Уагадугу.

## История
Авиакомпания была образована 17 марта 1967 года под названием Air Volta. Её собственниками являлись правительство Буркина-Фасо, французский перевозчик Air France и частные инвесторы. После банкротства авиакомпании Air Afrique правительство Буркина-Фасо реализовало 56 % собственности Air Burkina Фонду экономического развития Ага Хана.
В 1978 году компания приобрела свой первый самолёт Embraer EMB 110 Bandeirante, в 1983 году — второй лайнер Fokker F28, а в 1992 году столкнулась с серьёзными финансовыми трудностями, накопив задолженность в сумме более одного миллиарда франков КФА (около 1,5 млн евро). Тем не менее, к моменту своей приватизации в 2001 году общая сумма долгов авиакомпании значительно снизилась, и перевозчик заявил о планируемом годовом доходе примерно в 3,5 млрд франков КФА (более 5 млн евро). В 2002 году сотрудники Air Burkina провели всеобщую забастовку, главным требованием которой стало повышение заработной платы персоналу на 25 процентов. В результате конфликта генеральный директор был вынужден подать в отставку.

## Маршрутная сеть
|  | Хаб           |
|  | Запланировано |
|  | Прекращено    |

### Кодшеринговые соглашения
Air Burkina заключила код-шеринговые соглашения со следующими авиакомпаниями:
- Air France
- ASKY Airlines
- Kenya Airways

## Флот

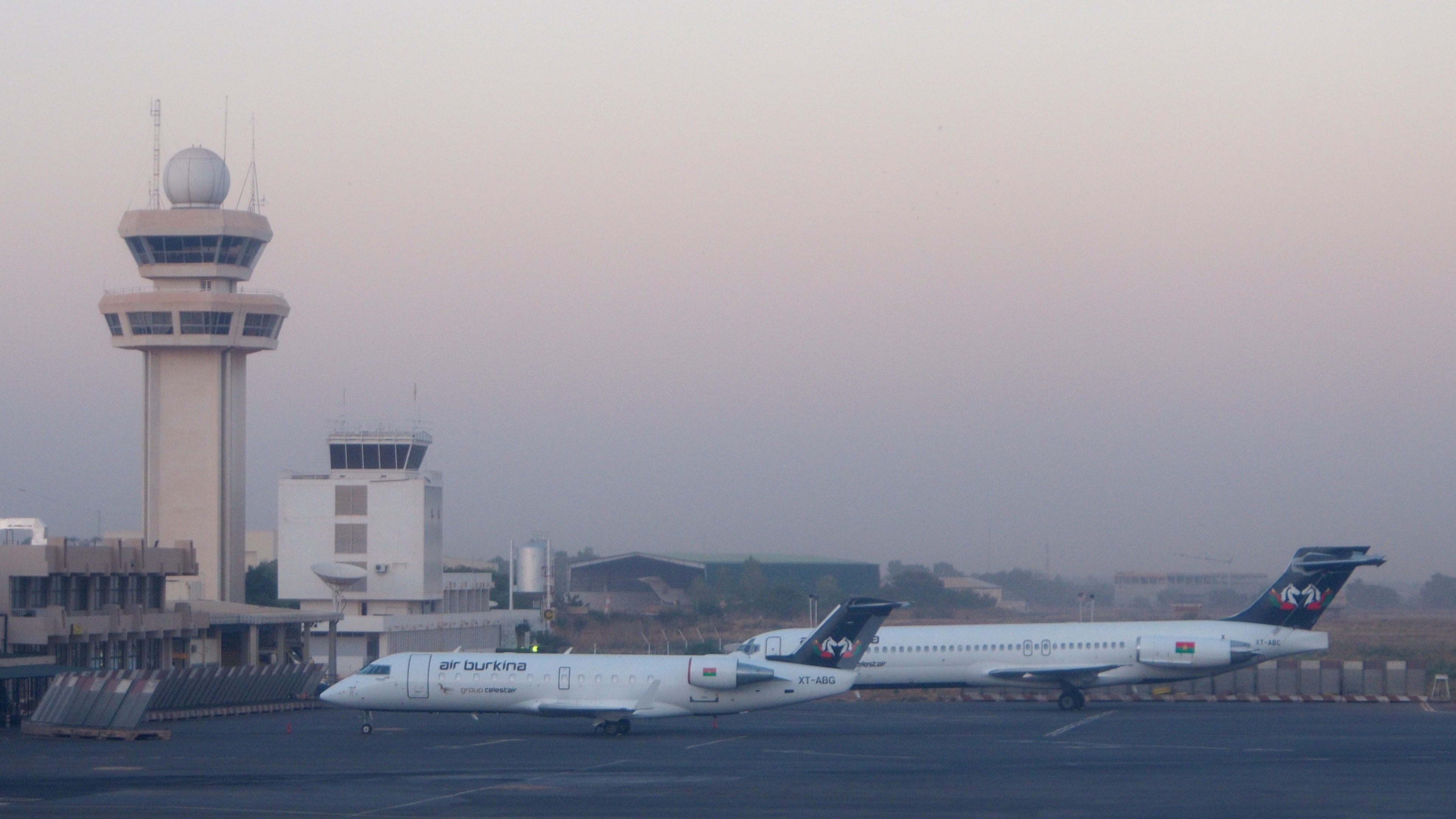

По состоянию на 22 июля 2009 года парк авиакомпании Air Burkina составляли следующие воздушные суда:

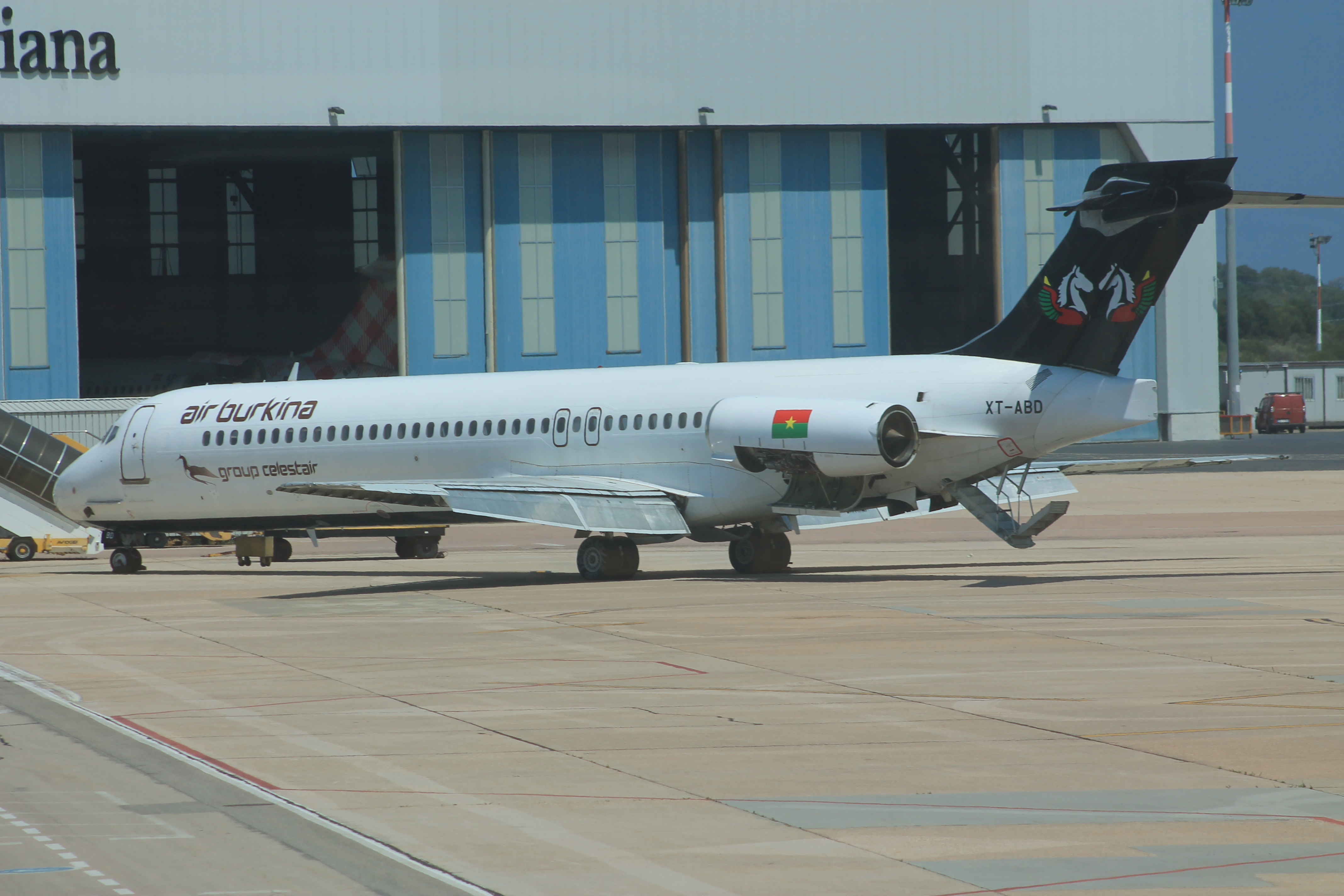